# 竪山将
竪山 将（たてやま しょう、1993年7月12日 - ）は、日本の柔道家。鹿児島県出身。階級は66kg級。身長160cm。得意技は背負投。血液型はO型。

## 経歴
柔道は5歳の時に隼人柔道スポーツ少年団で始めた。舞鶴中学3年の時に全国中学校柔道大会66kg級で3位となった。鹿児島情報高校3年の時に出場したインターハイでは3位にとどまったものの、全日本ジュニアでは優勝した。世界ジュニアでも優勝を果たした。
2012年には鹿屋体育大学に入学すると、ロシアジュニア国際、ドイツジュニア国際、アジアジュニアで優勝を飾った。
2013年には全日本ジュニアで2年ぶり2度目の優勝を飾ったが、世界ジュニア決勝では明治大学1年の橋口祐葵に敗れて2連覇はならなかった。団体戦では3位だったが、準々決勝のオランダ戦で初めて外国選手に敗れた。2014年にはグランプリ・ウランバートルで3位になると、グランプリ・チェジュでは決勝で韓国のアン・バウルを破って優勝を飾った。2015年のユニバーシアード個人戦では3回戦で地元のアンに敗れるなどして5位にとどまったが、団体戦では決勝の韓国戦でアンに勝利してチームの優勝に貢献した。講道館杯では優勝を飾った。2016年にはグランドスラム・チュメニの準決勝で日本体育大学1年の阿部一二三に技ありで敗れるも3位になった。その後階級を60kg級に変更すると、2018年8月の実業個人選手権では決勝で同僚の青木大に技ありで敗れて2位にとどまった。11月の講道館杯では3位となった。2019年のアジアオープン・台北では決勝で旭化成の大島優磨を反則勝ちで破って優勝した。2021年の体重別では決勝で旭化成の古賀玄暉に合技で敗れて2位に終わった。実業個人選手権では優勝した。2022年の実業個人選手権では2連覇した。2023年の体重別では決勝で国士舘大学3年の中村太樹に小内刈で敗れて2位にとどまった。

## 戦績
66kg級での戦績
- 2008年 - 全国中学校柔道大会 3位
- 2010年 - インターハイ 5位
- 2011年 - インターハイ 3位
- 2011年 - 全日本ジュニア 優勝
- 2011年 - 世界ジュニア 優勝
- 2012年 - ロシアジュニア国際 優勝
- 2012年 - ドイツジュニア国際 優勝
- 2012年 - 全日本ジュニア 5位
- 2012年 - アジアジュニア 優勝
- 2013年 - ベルギー国際 2位
- 2013年 - 全日本ジュニア 優勝
- 2013年 - 世界ジュニア 個人戦 2位 団体戦 3位
- 2014年 - グランプリ・ウランバートル 3位
- 2014年 - 講道館杯 5位
- 2014年 - グランプリ・チェジュ 優勝
- 2015年 - 体重別 3位
- 2015年 - ユニバーシアード 個人戦 5位 団体戦 優勝
- 2015年 - 講道館杯 優勝
- 2015年 - グランドスラム・東京 5位
- 2016年 - 実業団体2部 2位
- 2016年 - グランドスラム・チュメニ 3位
- 2016年 - 実業個人選手権 3位
- 2016年 - 講道館杯 7位

60kg級での戦績
- 2018年 - 実業個人選手権 2位
- 2018年 - 講道館杯 3位
- 2019年 - アジアオープン・台北 優勝
- 2019年 - 講道館杯 3位
- 2020年 - 講道館杯 3位
- 2021年 - 体重別 2位
- 2021年 - 実業個人選手権 優勝
- 2022年 - 全日本強化選手選考会 3位
- 2022年 - 実業個人選手権 優勝
- 2022年 - 講道館杯 5位
- 2023年 - 体重別 2位

（出典、JudoInside.com）